# 枣红眼球贝
枣红眼球贝（学名：Erosaria helvola）又稱红花宝螺（Cypraea helvola），为宝贝科眼球贝属的动物。分布于印度洋－太平洋区水域，属于暖海产。通常生活于潮间带低潮区至20米深的海底。该物种的模式产地在马尔代夫岛。